# 赖盖茨
赖盖茨，是匈牙利包尔绍德-奥包乌伊-曾普伦州所辖的一个村。总面积27.21平方公里，总人口98，人口密度3.6人/平方公里（2011年1月1日）。